# Armando Círio
Armando Cirio, OSJ (Calamandrana, 30 de março de 1916 - Cascavel, 11 de agosto de 2014) foi um sacerdote católico ítalo-brasileiro, primeiro Bispo da Diocese de Toledo e primeiro Arcebispo Metropolitano da Arquidiocese de Cascavel, ambas no Paraná.

## Biografia
Nasceu em 30 de março de 1916, numa família de pequenos proprietários rurais. Sua mãe, Margherita Gibelli, morreu em 1927 atingida por um raio, deixando oito filhos órfãos.
Iniciou os estudos em sua pequena cidade natal, localizada próxima de Asti. No segundo grau cursou Filosofia e Teologia em seminários da Congregação dos Oblatos de São José (OSJ).
Ordenou-se sacerdote em 29 de junho de 1940, em Asti, aos 24 anos de idade. Logo após foi designado para ser o responsável por um orfanato de propriedade da diocese, cujo diretor fora convocado para prestar serviço no Exército da Itália, como capelão militar.
Nos anos de 1941 e 1942 dirigiu um colégio de regime semi-internato, com o compromisso de ministrar aulas no seminário diocesano local.
Em 7 de janeiro de 1947 iniciou uma viagem de navio, com mais cinco padres, rumo ao Brasil. Saíram do porto de Gênova e chegaram em São Paulo quatorze dias depois. Atuou durante um ano como vigário e outro como pároco na paróquia Vila dos Lavradores, no município de Botucatu, interior paulista. Em seguida foi nomeado pároco de Apucarana, no estado do Paraná.
Em 28 de agosto de 1960 recebeu sua ordenação episcopal e assumiu a recém criada Diocese de Toledo, no mesmo estado. Em 1978, a diocese de Toledo foi desmembrada, criando-se assim as dioceses de Foz do Iguaçu, Palmas-Francisco Beltrão e Cascavel, quando Dom Armando foi transferido para esta última para ser seu primeiro e único bispo, pois em 1979, com a elevação para arquidiocese, tornou-se seu primeiro Arcebispo Metropolitano. 
Em 27 de dezembro de 1995 foi substituído por Dom Lúcio Ignácio Baumgaertner, após renúncia compulsória por idade, determinada pelo Direito canônico, quando passou a ser Arcebispo Emérito de Cascavel, onde exerceu ativamente funções sacerdotais na Paróquia São José Operário, além de escrever livros e artigos, até seu falecimento, aos 98 anos de idade.
Seu lema foi Ardere et illuminare (Arder e iluminar).

## Ordenações

### Sacerdote Ordenado
- Odilo Pedro Cardeal Scherer (1976)
- Adimir Antônio Mazali (1992)

### Consagração Principal de
- Anuar Battisti (1998)
- Irineu Roque Scherer † (1998)
- José Antônio Peruzzo (2005)

### Co-Consagrador Principal de
- Marco Libardoni, O.S.I. † (1964)
- Lúcio Ignácio Baumgaertner † (1983)
- Odilo Pedro Cardeal Scherer (2002)